# Kennedi Clements
Kennedi Clements (White Rock, 21 de Janeiro de 2007) é uma atriz e dançarina canadense. Ficou muito conhecida por retratar Madison Bowen no filme remake de 2015 Poltergeist, e a pequena Noel em  Jingle All the Way 2.

## Carreira
Clements atuou no filme de 2010, A Family Thanksgiving, e tem um papel de recrutamento na série de televisão Rogue, Eve of Destruction e V. Em 12 de setembro de 2013, Clements foi adicionada ao elenco do filme Poltergeist, interpretando Madison Bowen.

## Filmografia

### Filme
- 2010: A Family Thanksgiving (como Amy)
- 2015: Poltergeist (como Madison Bowen)

### Televisão
- 2011: V
- 2013:  Eve of Destruction
- 2013: Rogue